# AliExpress
AliExpress（アリエクスプレス、中国語：全球速卖通）は、2010年に開設された国際的な消費者へ向けたオンラインマーケットプレイス（越境EC）サイト。中華人民共和国のアリババグループにより運営されている。世界で最も携帯用ショッピングアプリがダウンロードされているサイトの一つとなる。

## 概要
Alibaba.comにおけるB2B取引をB2C取引に拡大する為、2010年に創立以来、主に中華人民共和国で生産された品物を国外（香港、マカオ、台湾を含む）の消費者に向けて販売を仲介するサイトとして躍進した。中国国内における経済成長の鈍化に伴う「JD.com」とのシェア争い激化に備えるため国外専門となるプラットフォームとして立ち上げを行っている。淘宝網が主に国内の消費者を対象としているのに対してAliExpressは中国国外の顧客を対象としており、多様な言語に対応している。現在では世界有数のB2Cサイトに発展した。
スペイン、イタリア、ロシア、トルコなどのヨーロッパの国々において、市場拡大を狙っている。特にロシアでの人気は高く、ロシア国内で最も訪れた人が多いeコマースウェブサイトとなっており、CIS圏では最大となるオンラインマーケットプレイス「ワイルドベリーズ」に続き「Ozon」「ヤンデックス. マーケット」と共に4強の一角となる。ロシアではコロナウイルスの世界的流行による巣ごもり需要が起爆剤となりデジタル化が急激に進んでおり、2022年から2023年にかけアリエクスプレスはロシアで100億ドル（約1兆1560億円）の売り上げを見込んでいる。
販売、決済機能を小売業者に対して提供するプラットフォームであり、AliExpressが自社で商品を仕入れて販売しているわけではない。販売されている商品すべてが正規品とは限らず、模造品を扱っている業者もあるので注意を要する。Amazon.comなどのサイトと同様に購入者が購入した商品を評価する手法が導入されており、購入予定者の判断の一助となっている。

## 世界で
2024年9月25日、AliExpress Koreaは韓国ソウルの江南区にあるグランドインターコンチネンタルソウルパルナスホテルで会議を開催しました 。この会議では、AliExpressを通じて国際市場に進出する韓国の地元販売者を支援するためのさまざまなプログラムが紹介されました。これには、AliExpressでの韓国の販売者向けに、手数料免除や5年間の販売者保証金不要などの特典が含まれています 。 また、AliExpressの支援により、ロシアの郵便サービスの配送時間は数週間から5〜7日に短縮されました。
現在、AliExpressは世界有数のオンラインショッピングサイトの一つです。豊富な商品ラインナップと魅力的な価格で世界中の買い物客を引き付けています。ここでは、最先端のテクノロジーガジェットからファッショナブルな衣料品や家庭用アクセサリーまであらゆるものが見つかります。さらに、AliExpressはほぼ一年中、セールや割引を提供しています 。
2020年11月、インドの電子情報技術省はAliExpressのモバイルアプリを含む42の中国アプリを禁止しました 。 
2022年、米国通商代表部はAliExpressを偽造品や海賊版で悪名高い市場のリストに追加しました  。
2023年11月、欧州委員会はAliExpressに対し「偽造医薬品、基準を満たさない食品、効果のないダイエット補助食品などの違法商品の潜在的な流通」に関して調査を開始しました  。 EUの代表者は調査の性質について「現時点でAliExpressが基準を満たしていないことは確認していません。私たちは単に彼らが基準を満たしていない可能性がある要素を疑っています 。 これは違反の確定ではありません」と述べました   。